# Peñacastillo
Peñacastillo es una localidad del municipio de Santander (Cantabria, España) situada a 4,7 kilómetros de la capital municipal y contigua al municipio de Camargo. Tiene 20 001 habitantes, según el censo de 2024. Se divide en los barrios de Adarzo, Camarreal, Campogiro, El Castro, Lluja, Ojaiz, Rucandial, Nueva Montaña, La Peña, San Martín, La Reyerta y el polígono industrial de El Campón.
Antaño la zona de Peñacastillo era una zona rural a las afueras de Santander, en donde predominaban las casas unifamiliares, las explotaciones ganaderas y las huertas. Desde hace unas décadas Peñacastillo se ha convertido en una de las zonas que más desarrollo urbanístico ha sufrido en la zona, convirtiéndose en un área residencial de la ciudad de Santander, en donde los edificios de varias alturas y las urbanizaciones conviven con espacios rurales.
La máxima elevación del municipio la constituye la montaña homónima, de 139 m s. n. m.

## Historia
A principios del siglo XVII los barrios o zonas que formaban la localidad eran Adarzo, Camino Real (luego Camarreal), Lluja, Ojáiz y San Martín. A partir de 1845 fueron creciendo otros núcleos, como La Reyerta (en San Martín) o Campogiro. Con el comienzo de los rellenos de la marisma situada al sur de Peñacastillo en 1898, se comienza a llamar a la zona resultante Nueva Montaña; con la instalación de los altos hornos se construyen viviendas para los empleados, apareciendo las colonias de Bartolomé Darnís, El Carmen y Santiago Mayor.
La toponimia responde al bastión tardocristiano que hasta el siglo XVI se erigió en el promontorio que dio lugar a la localidad. Hasta ese momento, el lugar pasó de ser el castillo de la peña a la Peña del Castillo, tal y como recoge un códice de la biblioteca catedralicia de Santander escrito por Santiago Diego. La fortaleza fue desocupada al incorporarse el pueblo a jurisdicción santanderina. A partir de entonces, la sillería fue desapareciendo para formar parte de viviendas cercanas. Ya en el siglo XX, los escasos vestigios desaparecieron al servir la ladera meridional como cantera local.

### SigloXIX
Así se describe a Peñacastillo en la página 776 del tomo XII del Diccionario geográfico-estadístico-histórico de España y sus posesiones de Ultramar, obra impulsada por Pascual Madoz a mediados del siglo XIX:

PEÑACASTILLO

Lugar en la provincia, partido judicial, ayuntamiento y diócesis de Santander (1/2 legua), audiencia territorial y capitanía general de Burgos.
Situado a la derecha del camino real de Burgos, inmediato a la gran peña llamada de Castillo, de donde toma nombre el pueblo. Su clima es frío, pero sano.
Tiene 186 casas distribuidas en los barrios de Adarzo, San Martín, Ojeiz y Camino Real; escuela de primeras letras; iglesia parroquial (San Lorenzo), servida por un cura de patronato del cabildo de Santander; tres ermitas de propiedad particular y buenas aguas potables.
Confina con Santander, ayuntamiento de Camargo, Bárcena y San Román.
En su término se encuentra la hermosa quinta de Campojiro, propiedad del conde de este título. Es una posesión de las principales del país, pues tiene dentro de las altas cercas que la separan del mar, del camino real y de la peña de Castillo, 1.500 cahizadas de tierra, y dos estanques, uno de agua dulce y otro de salada. El primero es de figura circular construido con magníficas piedras labradas en su cerco, con un grupo de piedra coronada por el Dios Neptuno en su centro. El segundo es cuadrilongo y se llena cuando las mareas suben, quedando casi en seco cuando bajan. Cuenta esta quina más de 6.000 árboles frutales, y además muchos robles, chopos y álamos. Su terreno es muy productivo y se crían ganados caballares y vacunos, siendo la manzana el artículo que más produce en la posesión, pues hay años que llegan a valer 80.000 reales.
El terreno de todo el término es de mediana calidad. Por él corren las aguas de varios arroyos de poca importancia.
Además de los caminos locales, cuenta el real de Santander a Palencia y Burgos, por el que pasan las diligencias de dichos puntos. Recibe la correspondencia en la capital.
Producciones: maíz, trigo, cáñamo, frutas, legumbres, patatas y algunos pastos para el ganado que cría.
Población: 180 vecinos, 1.041 almas.

Contribución: con el ayuntamiento.

## Festividades
A principios del mes de julio se celebra la fiesta de la patrona de Peñacastillo, Nuestra Señora de Loreto.